# ناوكي يواسا
ناوكي يواسا (باليابانية: 湯浅直樹؛ بالكانا: ゆあさ なおき) هو متزحلق جبال الألب ياباني، ولد في 24 أبريل 1983 في سابورو في اليابان.

## وصلات خارجية
- ناوكي يواسا على موقع الاتحاد الدولي للتزلج (التزلج على المنحدرات الثلجية) (الإنجليزية)
- ناوكي يواسا على موقع اللجنة الأولمبية الدولية (الإنجليزية)
- ناوكي يواسا على موقع أوليمبيديا (الإنجليزية)